# Schwurgericht (Fernsehreihe)
Schwurgericht (Weiterer Titel: Der Mordsfilm) ist eine von Sat.1 in den Jahren 1995 bis 1997 produzierte Kriminalfilm-Reihe. Die Reihe schildert Kriminalfälle aus der Sicht der Staatsanwälte.

## Handlung
Die Reihe spielt an verschiedenen Orten und mit verschiedenen Protagonisten. Es ermitteln die Staatsanwälte Katharina Dorn, Hunziger, Adalbert von Meck, Anne Schickedanz, Johanna Hohenberg  und Dorothee Rathenau. Sie lösen schwierige Kriminalfälle auf ihre Art, suchen die Gerechtigkeit und neue Herausforderungen. Vor Gericht werden Betrugsfälle, Heiratsschwindel, Missbrauchsfälle, Mordprozesse oder andere Gewaltverbrechen verhandelt.

## Hintergrund
Die Reihe war als Konkurrenz zum ARD-Tatort konzipiert und lief zunächst zur besten Sendezeit sonntags um 20.15 Uhr. Allerdings blieben die Einschaltquoten unter den Erwartungen zurück. 1997 wurde die Reihe schließlich abgesetzt. Fertiggestellte Folgen wurden später unter dem Titel Der Mordsfilm oder ohne Serientitel ausgestrahlt.

## Gastdarsteller
Unter anderen Gesine Cukrowski, Günther Maria Halmer, Ulrich Pleitgen, Edgar Selge, Richy Müller, Gerd Baltus, Friedrich von Thun, Christian Tramitz, Hans Peter Hallwachs, Katharina Müller-Elmau, Ilse Neubauer, Axel Milberg, Ursula Buschhorn und Dietmar Schönherr hatten in dieser Serie Gastauftritte.

## Episoden

### Schwurgericht Staffel 1
| Folge | Titel                   | Erstausstrahlung  |
| ----- | ----------------------- | ----------------- |
| 1     | Der Höschenmörder       | 12. November 1995 |
| 2     | Die verschollene Akte   | 19. November 1995 |
| 3     | Schmutzige Wäsche       | 26. November 1995 |
| 4     | Mordanklage ohne Leiche | 3. Dezember 1995  |

### Schwurgericht Staffel 2
| Folge | Titel                         | Erstausstrahlung |
| ----- | ----------------------------- | ---------------- |
| 5     | Bruder, ich brauche dein Blut | 14. April 1996   |
| 6     | Angst                         | 21. April 1996   |
| 7     | Zeuge der Anklage             | 28. April 1996   |
| 8     | Der Killer im Nachtexpreß     | 5. Mai 1996      |
| 9     | Ein Kind war Zeuge            | 12. Mai 1996     |
| 10    | Unschuldig verurteilt?        | 2. Juni 1996     |

### Der Mordsfilm
| Folge | Titel                               | Erstausstrahlung |
| ----- | ----------------------------------- | ---------------- |
| 11    | Unschuldig verbrannt                | 22. Februar 1997 |
| 12    | Laßt meine Frau am Leben            | 3. März 1997     |
| 13    | Tod eines Callgirls                 | 8. März 1997     |
| 14    | Schwanger in den Tod                | 15. März 1997    |
| 15    | Der Mörder meiner Mutter            | 22. März 1997    |
| 16    | Nur eine Hure                       | 29. März 1997    |
| 17    | Jedem das Seine                     | 5. April 1997    |
| 18    | Kleine Fische                       | 26. April 1997   |
| 19    | Saskia, schwanger zum Sex gezwungen | 3. Mai 1997      |

### Ohne Serientitel
| Folge | Titel                                  | Erstausstrahlung  |
| ----- | -------------------------------------- | ----------------- |
| 20    | Der Weihnachtsmörder                   | 13. Dezember 1997 |
| 21    | Tod im Labor                           | 14. Dezember 1997 |
| 22    | Blutige Rache                          | 21. Dezember 1997 |
| 23    | 60 Minuten Todesangst                  | 28. Dezember 1997 |
| 24    | Blutspur in den Osten                  | 7. Juli 1998      |
| 25    | Liebe auf Abwegen                      | 3. September 2006 |
| 26    | Lautlose Schreie – Eine Frau in Gefahr | 26. Juni 1999     |
| 27    | Haus der Vergeltung                    | 13. August 2006   |